# روبرت غولدزبوروغ
روبرت غولدزبوروغ (بالإنجليزية: Robert Goldsborough)‏ (3 أكتوبر 1937، شيكاغو في الولايات المتحدة)؛ صحفي، كاتب وروائي أمريكي.